# Vlădești (Galați)
Pour les articles homonymes, voir Vlădești.
Vlădești est une commune du județ de Galați en Roumanie.